# Campbell Dodgson
Campbell Dodgson (1867-1948) est un conservateur de musée et un historien de l'art britannique, qui fut responsable du département des dessins et des estampes au British Museum (1912-1932).

## Biographie
Né dans une famille aisée originaire de Crayford, Campbell Dodgson est le cousin éloigné de Charles Lutwidge Dodgson, dit Lewis Carroll. Il est diplômé du New College d'Oxford en 1891, avec comme dominantes l'histoire, la philosophie et la théologie.
Il commence sa carrière en donnant des cours particuliers, entre autres au jeune lord Alfred Douglas. En 1893, Dodgson devient bibliothécaire au British Museum et se spécialise en représentations artistiques sur papier. En 1912, il est nommé conservateur du département des dessins et des estampes du musée, succédant à Sidney Colvin. Germanophone, il se consacre surtout aux premières productions germaniques et flamandes, devenant un expert de l'œuvre d'Albrecht Dürer, travaux qu'il présente entra autres dans The Dome. Durant la Première Guerre mondiale, il travaille pour les renseignements, et reçoit en 1918 l'ordre de l'Empire britannique.
En 1913, il épouse Frances Catharine Spooner (1883-1954), artiste britannique, fille aînée de William Archibald Spooner, doyen fameux de l'université d'Oxford.
Durant les années 1920, Dodgson est rédacteur en chef du The Print Collector's Quarterly (en). Il contribue également au Burlington Magazine. En 1927, il présente au musée des Arts décoratifs de Paris, une rétrospective sur la gravure moderne anglaise.
Grand collectionneur d'œuvres sur papier, Dodgson donna plus de 5 000 pièces au British Museum, parmi lesquelles on compte de nombreux modernes, par exemple des dessins signés Pablo Picasso ou Salvador Dali ; il légua aussi l'ensemble de ses notes bibliographiques, dans lesquelles ont trouve des recherches menées sur des plasticiennes comme Gwen Raverat et Margaret Pilkington.